# 早乙女家貞
早乙女 家貞（そうとめ いえさだ、生没年不詳）は、江戸時代前期から中期にかけての装剣金工家。甲冑師の一族として名高い明珍家から別れた早乙女家の4代目で早乙女家成の子と伝わる。

## 経歴・人物
常陸国下妻・石岡に、のち相模国小田原に住んだ。早乙女家の名工の一人で、明寿、政徳と共に三名工と称された。時代の下った同名の金工が数人おり、家貞の名は各代に及ぶと見做されている。